# Addiction Crew
Addiction Crew – nu metalowo-rapcore'owy zespół pochodzący z Włoch.

## Historia
Addiction Crew powstało w 1996 roku. Dwa lata później zespół wydał swój debiutancki album Just to Hurt.
W 2001 roku zespół wydaje swój drugi album Doubt the Dosage (z gościnnym udziałem Igora Cavalery w piosence „Inside”), który został dobrze oceniony przez media.
W 2003 roku do zespołu dołącza wokalistka Marta Innocenti.
W 2004 roku zostaje wydany trzeci album Break in Life.
W 2008 roku zostaje wydany czwarty album Lethal.

## Aktualni członkowie
- Marta Innocenti – śpiew
- Alex Guadagnoli – śpiew, gitara
- Maxx C. – gitara basowa
- Luca Canali – perkusja

## Dyskografia

### Albumy
| # | Tytuł            | Rok  | Wytwórnia            |
| - | ---------------- | ---- | -------------------- |
| 1 | Just to Hurt     | 1998 | H&R Records          |
| 2 | Doubt the Dosage | 2001 | Silly Prodz          |
| 3 | Break in Life    | 2004 | Earache Records / RB |
| 4 | Lethal           | 2008 | Earache Records      |

### Teledyski
| # | Tytuł        | Rok  | Album            |
| - | ------------ | ---- | ---------------- |
| 1 | „Download”   | 2001 | Doubt the Dosage |
| 2 | „What About” | 2004 | Break in Life    |